# Bitwa pod Bosrą (1147)
Bitwa pod Bosrą – bitwa stoczona latem 1147 roku niedaleko Bosry pomiędzy wojskami Królestwa Jerozolimskiego dowodzonymi przez króla Baldwina III a armią Emiratu Damaszku dowodzoną przez Mu'in ad-Din Unura i wspomaganą siłami z Mosulu i Aleppo dowodzonymi przez Nur ad-Dina. Zakończyła się strategicznym zwycięstwem sił z Damaszku.

## Tło
W 1147 roku Altuntasz, emir Busry i Salchadu popadł w spór ze swoim przełożonym, Mu'in ad-Din Unurem, panem Damaszku. Będąc upokorzonym, Altuntasz postanowił zawrzeć sojusz z krzyżowcami i zgodził się przekazać im swoje dwa miasta. Król Baldwin III zebrał swoją armię, przekroczył rzekę Jordan i ruszył na Bosrę.

## Bitwa
Wkrótce po rozpoczęciu marszu krzyżowców Baldwina III, armia damasceńska postanowiła się ujawnić. Jak się okazało, jej siły były spore. Wielu krzyżowców rwało się do walki, jednak dowództwo postanowiło rozbić obóz i przeczekać noc. Wysłano ponadto dodatkowe straże na wypadek niespodziewanego ataku ze strony wroga. Następnego dnia, podczas narady wojennej, Baldwin i jego oficerowie zdecydowali się kontynuować marsz na Bosrę walcząc z wrogiem. Mimo silnego naporu tureckich łuczników konnych, krzyżowcy maszerowali w zwartym szyku otoczeni przez łuczników pieszych gotowych do kontrataku. Krzyżowcy zabezpieczyli wszystkie flanki zarówno przed łucznikami konnymi, jak i nad włócznikami stosując kolumny złożone z piechoty.  Aby utrzymać trwałość kolumny, konnica dopasowała tempo swojego marszu do tempa piechoty.
Przez następne cztery dni, pomimo bycia pod niemalże ciągłym atakiem, krzyżowcy posuwali się naprzód. Całej armii dokuczał brak wody i gorąca temperatura. Po przybyciu do Bosry, armia jerozolimska uzupełniła zapasy korzystając ze skromnych dóbr miasta. Nadzieja krzyżowców została pogrzebana, gdy zamiast Altuntasza w Bosrze przywitała ich jego bezwzględna żona. Na domiar złego wprowadziła garnizon z Damaszku do cytadeli w Bosrze. Położenie krzyżowców było krytyczne, a Baldwin nie chcąc ryzykować rozpoczęcia oblężenia blisko granicy wroga, postanowił wraz ze swoimi żołnierzami zawrócić.
Jak się okazało, odwrót był dla armii Baldwina katastrofalny. Zmęczonym krzyżowcom doskwierało ciepło, pustynny kurz i ciągłe ataki Turków. Pewnego dnia Saraceni podpalili baldachim należący do wrogów, czym pogorszyli już i tak złą sytuację swoich chrześcijańskich oponentów. Krzyżowcy maszerowali w odwrocie wraz z rannymi oraz zabitymi, aby nie pozwolić na zwiększenie morale śledzących ich Turków. Dowództwo wydało również rozkaz zabraniający odłączania się z szeregu (z wyjątkiem sytuacji, w której odłączenie się od szeregu mogło pozwolić na uratowanie chrześcijanina przed atakującym go muzułmaninem).
Im bliżej siły Królestwa Jerozolimskiego zbliżały się do swoich ziem, tym ataki Saracenów zwiększały swoją częstotliwość i siłę. W końcu jednak armia Baldwina III przekroczyła rzekę Jordan. Sama pogoń trwała 12 dni.

## Skutki
Niezrealizowanie przez króla Baldwina III planu przejęcia Bosry i Salchadu było strategiczną porażką. Oba miasta przejął Mu'in ad-Din Unur krótko po zakończeniu pogoni za krzyżowcami. Sama bitwa pod Bosrą jest interesująca z dwóch powodów. Po pierwsze, pokazała jak ostrożni i uważni byli przywódcy krzyżowców, godząc tym samym w popularny obraz impulsywnych wojaków. Po drugie, pokazała, że krzyżowcy byli zdolni do wykonać skomplikowane i trudne rozkazy, jeśli dyscyplina była zachowana, a oni sami byli prowadzeni przez mądrego dowódcę.